# Джейсън Марсдън
Джейсън Кристофър Марсдън (на английски: Jason Christopher Marsden) (роден на 3 януари 1975 г.) е американски актьор, озвучаващ артист, режисьор и продуцент. Познат е като глас в редица анимационни филми, сериали и видеоигри.

## Избрана филмография
- Мърфи Браун (1989)
- Стар Трек: Следващото поколение (1991)
- Спасители на плажа (1992)
- Стъпка по стъпка (1993)
- Приключенията на Бриско Каунти младши (1993)
- Фокус-мокус (1993)
- Кори в големия свят (1994)
- Стар Трек: Космическа станция 9 (1998)
- Цар лъв 2: Гордостта на Симба (1998)
- Тарзан (1999)
- Уил и Грейс (2002)
- Завръщане в Батпещерата: Неволите на Адам и Бърт (2003)
- Само за снимка (2003)
- Братът на мечката 2 (2003)
- Купон с Дик и Джейн (2005)
- Батман: Рицарят на Готъм (2008)
- Университет за таласъми (2013)

## Личен живот
Марсдън и съпругата му Кристи Хикс са женени от октомври 2004 г. Двамата имат син, роден през февруари 2010 г. По-късне се местят в Нашвил, Тенеси. Джейсън и Кристи се развеждат през 2020 г.